# Zentralverband der Glasarbeiter und -arbeiterinnen Deutschlands
Der Zentralverband der Glasarbeiter und -arbeiterinnen Deutschlands wurde 1890 als Verband der Glasarbeiter und -arbeiterinnen Deutschlands gegründet. Er
war eine freie Gewerkschaft und organisierte Arbeitnehmer in der Glasindustrie im Deutschen Kaiserreich und in der Weimarer Republik.

## Geschichte
Die Gewerkschaft wurde im August 1890 in Bergedorf bei Hamburg als Verband der Glasarbeiter und -arbeiterinnen Deutschlands gegründet und 1907 in Zentralverband der Glasarbeiter und -arbeiterinnen Deutschlands umbenannt.
Der Verband war Mitglied in der Generalkommission der Gewerkschaften Deutschlands und beim Nachfolger Allgemeiner Deutscher Gewerkschaftsbund. International war der Verband in der Internationalen Glasarbeiter-Föderation aktiv.
Im Jahr 1926 schloss sich der Verband dem Verband der Fabrikarbeiter Deutschlands  an.

## Vorsitzende
- 1890–1897: N.N.
- 1897–1926: Emil Girbig